# 미야촌 (기후현)
미야촌(일본어: 宮村)은 일본 기후현 오노군에 설치되었던 촌이다.  2005년 2월 1일에 오노군 시라카와촌을 제외한 6개 마을 및 요시키군 2정촌과 함께 다카야마시에 편입되었다. 

## 역사
- 1889년 7월 1일 - 정촌제 시행으로 오노군 미야촌이 성립하였다.
- 2005년 2월 1일 - 오노 군 뉴카와 촌·기요미 촌·쇼카와 촌·구구노 정·다카네 촌, 요시키 군 고쿠호 정·가미타카라 촌과 함께 다카야마시에 편입되었다.

## 행정
- 촌장 : 오에 테츠오 (大江哲雄) (1994년 7월 15일 - 2005년 2월 1일)

## 교통

### 철도
- 도카이 여객철도 다카야마 본선

### 도로
- 국도 41호선

## 참고 문헌
- 角川日本地名大辞典編纂委員会,『角川日本地名大辞典 21 岐阜県』1980, 角川書店